# Інформаційна панель
Інформаційна панель (інфопанель, дашборд) — тип графічного інтерфейсу користувача, що забезпечує наочну презентацію основних показників продуктивності (ОПП), значимих для конкретної цілі чи підприємчого процесу. Інфопанелі є динамічними звітами в режимі реального часу, за допомогою яких керівники та менеджери слідкують за визначеними показниками.
Інформаційні панелі можуть містити графіки, таблиці, картки показників та примітки щодо ефективності підприємчого процесу.

## Типи
- Інфопанель для управління процесами
- Інфопанель для моніторингу кампаній
- Інфопанель для відслідковування стану

## Чит. також
- (англ.) Stephen Few (2006). Information Dashboard Design. O'Reilly. ISBN 978-0-596-10016-2.
- (англ.) Wayne Eckerson (2006). Performance Dashboards: Measuring, Monitoring, and Managing Your Business. John Wiley & Sons. ISBN 978-0-471-77863-9.